# Mejdi Schalck
Mejdi Schalck (Montreuil, 7 de mayo de 2004) es un deportista francés que compite en escalada.
Ganó una medalla de plata en el Campeonato Mundial de Escalada de 2023, en la prueba de bloques. Además, consiguió una medalla de bronce en los Juegos Mundiales de 2022.

## Palmarés internacional
| Campeonato Mundial | Campeonato Mundial | Campeonato Mundial | Campeonato Mundial |
| Año                | Lugar              | Medalla            | Prueba             |
| ------------------ | ------------------ | ------------------ | ------------------ |
| 2023               | Berna (Suiza)      | Medalla de plata   | Bloques            |